# 阿兰·瓦日内
阿兰·瓦日内（波蘭語：Alan Ważny，2007年6月4日—），波兰男子网球运动员。他赢得了2025年法国网球公开赛青少年男子双打比赛冠军。
瓦日内出生于热舒夫，他是热舒夫查尼网球俱乐部（Czarni Rzeszów tennis club）的成员。
他在2025年澳大利亚网球公开赛上完成了他的青少年大满贯首秀，当时他作为青少年男子单打15号种子出战，但在首轮负于美国选手本杰明·威尔沃思。他也参加了该项赛事的青少年男子双打比赛，与芬兰选手奥斯卡里·帕尔达纽斯搭档，同样在首轮告负。
在2025年法国网球公开赛上，他与帕尔达纽斯搭档赢得了青少年男子双打冠军。他们在比赛中直落两盘战胜泰斯·博加德和伊万·伊万诺夫后闯入半决赛，接着在半决赛中击败了美国的基顿·汉斯和杰克·肯尼迪组合，然后在决赛中击败了另一对美国组合诺亚·约翰斯顿和本杰明·威尔沃思。
他在2025年3月获得了他的首个ATP排名积分，当时他在塞浦路斯阿拉米诺斯举行的ITF巡回赛男子15级别赛事中闯入了四分之一决赛。

## 青少年大满贯决赛

### 双打: 1 (1胜0负)
| 结果 | 年份   | 赛事名称       | 场地 | 搭档                | 对手                          | 比分     |
| ---- | ------ | -------------- | ---- | ------------------- | ----------------------------- | -------- |
| 胜   | 2025年 | 法国网球公开赛 | 红土 | 奥斯卡里·帕尔达纽斯 | 诺亚·约翰斯顿 本杰明·威尔沃思 | 6-2, 6-3 |